# Списак председника Србије
Списак председника Србије обухвата списак шефова држава Демократске Федералне Србије (1945—1946), Народне Републике Србије (1946—1963), Социјалистичке Републике Србије (1963—1990) и Републике Србије од 1990. до данас.

## 1945—1990.
| Број                                                                     | Шеф државе          | Шеф државе          | Животни век | Мандат — Изборни мандати | Мандат — Изборни мандати | Трајање мандата    | Партија                                      | Напомена                      |
| ------------------------------------------------------------------------ | ------------------- | ------------------- | ----------- | ------------------------ | ------------------------ | ------------------ | -------------------------------------------- | ----------------------------- |
| Председник Антифашистичке скупштине народног ослобођења Србије 1943—1945 |                     |                     |             |                          |                          |                    |                                              |                               |
| –                                                                        | Синиша Станковић    | Синиша Станковић    | 1892—1974.  | 12. новембар 1944.       | 7. април 1945.           | 147 дана           | Комунистичка партија Југославије             | Председник АСНОС у току рата. |
| Председник Президијума Народне скупштине НР Србије 1945—1953             |                     |                     |             |                          |                          |                    |                                              |                               |
| 1                                                                        | Синиша Станковић    | Синиша Станковић    | 1892—1974.  | 7. април 1945.           | 5. фебруар 1953.         | 7 година, 304 дана | Комунистичка партија Југославије             |                               |
| Председници Народне скупштине НР Србије / Скупштине СР Србије 1953—1974. |                     |                     |             |                          |                          |                    |                                              |                               |
| 2                                                                        |                     | Иса Јовановић       | 1906—1983.  | 5. фебруар 1953.         | 11. септембар 1953.      | 218 дана           | Савез комуниста Србије                       |                               |
| 3                                                                        | Петар Стамболић     | Петар Стамболић     | 1912—2007.  | 11. септембар 1953.      | 6. април 1957.           | 3 године, 207 дана | Савез комуниста Србије                       |                               |
| 4                                                                        | Јован Веселинов     | Јован Веселинов     | 1906—1982.  | 6. април 1957.           | 26. јун 1963.            | 6 година, 81 дан   | Савез комуниста Србије                       |                               |
| 5                                                                        | Душан Петровић Шане | Душан Петровић Шане | 1914—1977.  | 26. јун 1963.            | 6. мај 1967.             | 3 године, 314 дана | Савез комуниста Србије                       |                               |
| 6                                                                        |                     | Милош Минић         | 1914—2003.  | 6. мај 1967.             | 6. мај 1969.             | 2 године, 0 дана   | Савез комуниста Србије                       |                               |
| 7                                                                        |                     | Драгослав Марковић  | 1920—2005.  | 6. мај 1969.             | 6. мај 1974.             | 5 година, 0 дана   | Савез комуниста Србије                       |                               |
| Председници Председништва СР Србије 1974—1990.                           |                     |                     |             |                          |                          |                    |                                              |                               |
| 8                                                                        |                     | Драгослав Марковић  | 1920—2005.  | 6. мај 1974.             | 5. мај 1978.             | 3 године, 364 дана | Савез комуниста Србије                       |                               |
| 9                                                                        |                     | Добривоје Видић     | 1918—1992.  | 5. мај 1978.             | 5. мај 1982.             | 4 године, 0 дана   | Савез комуниста Србије                       |                               |
| 10                                                                       | Никола Љубичић      | Никола Љубичић      | 1916—2005.  | 5. мај 1982.             | 5. мај 1984.             | 2 године, 0 дана   | Савез комуниста Србије                       |                               |
| 11                                                                       | Душан Чкребић       | Душан Чкребић       | 1927—2022.  | 5. мај 1984.             | 5. мај 1986.             | 2 године, 0 дана   | Савез комуниста Србије                       |                               |
| 12                                                                       | Иван Стамболић      | Иван Стамболић      | 1936—2000.  | 5. мај 1986.             | 14. децембар 1987.       | 1 година, 223 дана | Савез комуниста Србије                       |                               |
| 13                                                                       |                     | Петар Грачанин      | 1923—2004.  | 14. децембар 1987.       | 20. март 1989.           | 1 година, 96 дана  | Савез комуниста Србије                       |                               |
| –                                                                        |                     | Љубиша Игић (в.д.)  | 1941—2023.  | 20. март 1989.           | 8. мај 1989.             | 49 дана            | Савез комуниста Србије                       |                               |
| 1                                                                        | Слободан Милошевић  | Слободан Милошевић  | 1941—2006.  | 8. мај 1989.             | 11. јануар 1991.         | 1 година, 248 дана | Савез комуниста Србије (до јула 1990)        |                               |
| 1                                                                        | Слободан Милошевић  | Слободан Милошевић  | 1941—2006.  | 1989.                    | 1989.                    | 1 година, 248 дана | Социјалистичка партија Србије (од јула 1990) |                               |

## 1990—данас
| Број                                   | Шеф државе              | Шеф државе                      | Животни век | Мандат — Изборни мандати | Мандат — Изборни мандати | Трајање мандата    | Партија                       | Напомена |
| -------------------------------------- | ----------------------- | ------------------------------- | ----------- | ------------------------ | ------------------------ | ------------------ | ----------------------------- | --- |
| Председник Републике Србије 1990—2006. |                         |                                 |             |                          |                          |                    |                               | |
| 1                                      | Слободан Милошевић      | Слободан Милошевић              | 1941–2006.  | 11. јануар 1991.         | 23. јул 1997.            | 6 година, 193 дана | Социјалистичка партија Србије | |
| 1                                      | Слободан Милошевић      | Слободан Милошевић              | 1941–2006.  | 1990. и 1992.            |                          | 6 година, 193 дана | Социјалистичка партија Србије | |
| –                                      | Драган Томић            | Драган Томић (в. д.)            | 1936—2022.  | 23. јул 1997.            | 29. децембар 1997.       | 159 дана           | Социјалистичка партија Србије | Председник Народне скупштине Србије који је вршио дужност Председника. |
| 2                                      |                         | Милан Милутиновић               | 1942—2023.  | 29. децембар 1997.       | 29. децембар 2002.       | 5 година, 0 дана   | Социјалистичка партија Србије | |
| 2                                      | 1997.                   | Милан Милутиновић               | 1942—2023.  |                          |                          | 5 година, 0 дана   | Социјалистичка партија Србије | |
| –                                      | Наташа Мићић            | Наташа Мићић (в. д.)            | 1965.       | 29. децембар 2002.       | 4. фебруар 2004.         | 1 година, 37 дана  | Грађански савез Србије        | Председник Народне скупштине Србије која је вршила дужност Председника. |
| –                                      | Драган Маршићанин       | Драган Маршићанин (в. д.)       | 1950.       | 4. фебруар 2004.         | 3. март 2004.            | 27 дана            | Демократска странка Србије    | Председник Народне скупштине Србије који је вршио дужност Председника. |
| –                                      | Војислав Михаиловић     | Војислав Михаиловић (в. д.)     | 1951.       | 3. март 2004.            | 4. март 2004.            | 1 дан              | Српски покрет обнове          | Председник Народне скупштине Србије који је вршио дужност Председника. |
| –                                      | Предраг Марковић        | Предраг Марковић (в. д.)        | 1955.       | 4. март 2004.            | 11. јул 2004.            | 129 дана           | Г17 плус                      | Председник Народне скупштине Србије који је вршио дужност Председника. |
| 3                                      | Борис Тадић             | Борис Тадић                     | 1958.       | 11. јул 2004.            | 5. април 2012.           | 7 година, 269 дана | Демократска странка           | У току његовог манданта Србија је издвајањем Црне Горе из Државне заједнице Србије и Црне Горе 5. јуна 2006. постала независна држава. Поднео оставку ради одржавања ванредних председничких избора заједно са парламентарним. |
| 3                                      | Борис Тадић             | Борис Тадић                     | 1958.       | 2004. и 2008.            |                          | 7 година, 269 дана | Демократска странка           | У току његовог манданта Србија је издвајањем Црне Горе из Државне заједнице Србије и Црне Горе 5. јуна 2006. постала независна држава. Поднео оставку ради одржавања ванредних председничких избора заједно са парламентарним. |
| –                                      | Славица Ђукић-Дејановић | Славица Ђукић-Дејановић (в. д.) | 1951.       | 5. април 2012.           | 31. мај 2012.            | 56 дана            | Социјалистичка партија Србије | Председник Народне скупштине Србије која је вршила дужност Председника Републике. |
| 4                                      | Томислав Николић        | Томислав Николић                | 1952.       | 31. мај 2012.            | 31. мај 2017.            | 5 година, 0 дана   | Српска напредна странка       | |
| 4                                      | Томислав Николић        | Томислав Николић                | 1952.       | 2012.                    |                          | 5 година, 0 дана   | Српска напредна странка       | |
| 5                                      | Александар Вучић        | Александар Вучић                | 1970.       | 31. мај 2017.            | тренутно                 | 7 година, 295 дана | Српска напредна странка       | |
| 5                                      | Александар Вучић        | Александар Вучић                | 1970.       | 2017. и 2022.            |                          | 7 година, 295 дана | Српска напредна странка       | |